# Sioux City
Sioux City is een plaats (city) in de Amerikaanse staat Iowa, en valt bestuurlijk gezien onder Plymouth County en Woodbury County.

## Demografie
Bij de volkstelling in 2000 werd het aantal inwoners vastgesteld op 85.013. In 2006 is het aantal inwoners door het United States Census Bureau geschat op 83.262, een daling van 1751 (-2,1%).

## Geografie
Volgens het United States Census Bureau beslaat de plaats een oppervlakte van 144,9 km², waarvan 141,9 km² land en 3,0 km² water.

## Plaatsen in de nabije omgeving
De onderstaande figuur toont nabijgelegen plaatsen in een straal van 16 km rond Sioux City.

## Geboren
- Harry Hopkins (1890-1946), politicus
- Macdonald Carey (1913-1994), acteur
- Alan Heeger (1936), schei-, natuurkundige en Nobelprijswinnaar (2000)
- Fred Grandy (1948), acteur, scenarioschrijver, politicus en radiopresentator
- Tommy Bolin (1951-1976), rockgitarist
- William Edwards Deming (1900-1993), Amerikaanse statisticus en docent statistische procescontrole